# Ipeľ
L'Ipeľ o Ipoly in ungherese (tedesco: Eipel), è un fiume dell'Europa centrale, affluente di sinistra del Danubio, lungo 232 km. Il fiume nasce nella Slovacchia centrale sulle montagne Slovenské rudohorie, quindi si dirige verso sud fino ad incontrare il confine con l'Ungheria, presso il paese di Ipolytarnóc, da qui segna il confine fino a quando sfocia nel Danubio presso Szob.
Lungo il confine separa le province ungheresi di Nógrád prima e Pest poi dalle regioni slovacche di Banská Bystrica prima e Nitra poi.

Il bacino del fiume Ipeľ tra Slovacchia e Ungheria

## Città attraversate
Le principali città/paesi attraversati sono:
- Málinec (Slovacchia)
- Poltár (Slovacchia)
- Kalinovo (Slovacchia)
- Boľkovce (Slovacchia)
- Ipolytarnóc (Ungheria)
- Litke (Ungheria)
- Szécsény (Ungheria)
- Balassagyarmat (Ungheria)
- Šahy (Slovacchia)
- Salka (Slovacchia)
- Szob (Ungheria)